# Andre Owens (basket-ball, 1971)
Pour les articles homonymes, voir Andre Owens et Owens.
Andre Owens, né le 12 décembre 1971, à Winston-Salem (Caroline du Nord), est un ancien joueur de basket-ball américain, naturalisé français, évoluant au poste d'ailier. Il mesure 1,96 m.

## Carrière
- 1992-1994 :   Midland College (Midland, Texas)
- 1994-1996 :   Oklahoma State Cowboys (NCAA 1)
- 1996-1997 :  Ortakoy (première division)
- 1996-1997 :  Deportivo Roca (première division)
- 1997-1998 :  ASVEL Villeurbanne  (Pro A)
- 1998-2001 :  Chalon-sur-Saône (Pro A)
- 2001-2001 :  Shanghai Sharks
- 2001-2002 :  Dijon (Pro A)
- 2002-2004 :  ASVEL Villeurbanne (Pro A)
- 2004-2006 :  Gravelines (Pro A)
- 2006-2007 :  Bourg-en-Bresse (Pro A)

## Palmarès
- Finaliste de la Coupe Saporta en 2001
- Finaliste du championnat de France en 2003